# Felipe Mattioni Rohde
Felipe Mattioni Rohde (Ijuí, 15 d'octubre del 1988) és un futbolista brasiler que ha jugat de defensa al Reial Club Deportiu Espanyol de Barcelona. També té la nacionalitat italiana.

## Trajectòria
Felipe va començar la seva carrera a les categories juvenils del Grêmio, des d'on va promocionar al primer equip el 2007, encara que no arribà a debutar aquella temporada. Malgrat això, va culminar una bona temporada per les seves actuacions al Campionat brasiler sub-20. La temporada 2008, després d'una bona actuació al Campionat gaúcho, va debutar en lliga amb una victòria 2-0 davant del Náutico.
El 15 de gener del 2009, l'AC Milan va anunciar la cessió del jugador a l'equip italià, reservant-se l'opció de compra un cop finalitzada la cessió. Mattioni debutà amb el Milan en un partit amistós que empatà 2-2 amb el Rangers FC. Mattioni no va quallar una bona temporada a causa d'una lesió a la cama. En juny del 2009 el Milan anuncià que no executaria l'opció de compra. Només arribà a jugar un partit de la Serie A el 3 de maig del 2009.
El 26 d'agost del 2009 es va fer oficial la cessió del defensa al Reial Mallorca durant una temporada.
Després d'un reeixit final de temporada amb el club Balear, Mattioni fa cap a Barcelona per fitxar per l'Espanyol. Pocs dies després de fer-se oficial el seu fitxatge per l'entitat blanc-i-blava el jugador es lesionava de gravetat en el genoll esquerre i es perdria els sis primers mesos de competició de la temporada 2010-11. A finals de la temporada 2014-2015 va deixar l'Espanyol.